# Лаврентий (епископ Византийский)
Епископ Лавре́нтий (греч. Επίσκοπος Λαυρέντιος, лат. Episcopus Laurentius, умер в 166) — епископ Византийский на протяжении одиннадцати лет и шести месяцев (154—166).
Преемник епископа Евзоя. Епископствовал в годы правления императоров Антонина Пия и Марка Аврелия.
Различные списки патриархов называют несколько иные даты и сроки его правления, но наиболее достоверными видимо являются названные выше даты.